# Caibiran
Caibiran é um município de  quinta classe de renda municipal (d) na província Biliran, nas Filipinas. De acordo com o censo de 1 de maio  de  2020 possui uma população de 24 167 pessoas e 5 438 domicílios.